# Трайко Прокопиев
Трайко Прокопиев (на македонска литературна норма: Трајко Прокопиев) е македонски композитор на класическа музика, диригент и автор на филмова музика от Социалистическа република Македония. Известен е с употребата на исторически и митологични мотиви в своите произведения.

## Биография
Прокопиев е роден в Куманово в 1909 година. В 1934 година завършва средно музикално училище в Белград, в класа на Милое Милоевич. Работи като ръководител на певческото дружество „Мокраняц“ и като учител в едноименното музикално училище в Скопие. След това за кратко работи като диригент в Лесковац. Заминава за Сараево, където ръководи сръбското певческо дружество „Слога“. След Втората световна война е назначен за пръв директор на Средното музикално училище в Скопие.
За да продължи своето музикално образование, в 1946 година заминава за Пражката консерватория, където учи една година диригентство при професор Павел Дедечек. След завръщането си развива голяма активност като началник на Музикалния отдел на Радио Скопие, диригент е на Симфоничния оркестър, на Скопската опера и директор на ансамбъла „Танец“. В този период се изявява и като автор на филмова музика, като дебютира в 1948 година с музиката за документалния филм „Илинден 1948“.
Умира в Белград в 1979 година.
На 17 ноември 2009 година Прокопиев е обявен за един от петте най кумановци на XX век.

## Творчество
Балети
- „Лабин и Дојрана“ („Лабин и Дойрана“)

Опери
- „Кузман Капидан“ („Кузман капитан“)
- „Разделба“ („Раздяла“)

Филмова музика
- 1948: „Илинден 1948“
- 1951: „Културен живот во Македонија“ („Културен живот в Македония“)
- 1952: „Бели мугри“
- 1952: „Фросина“
- 1953: „Мугри во полињата“ („Мугри в полетата“)
- 1953: „Приказна за човекот и овците“ („Приказка за човека и овцете“)
- 1954: „Илинден 1903“
- 1954: „Охрид“
- 1955: „Волча ноќ“ („Вълча нощ“)
- 1955: „Комитска легенда“
- 1957: „Подарок од веселиот молер“ („Подарък от веселия молер“)
- 1971: „Жед“ („Жажда“)

Останали филми
- 1956: „Птиците доаѓаат“ („Птиците идват“) (диригент), документален)
- 1961: „Градот на Вардар“ („Градът на Вардар“) (диригент), документален)

## Награди
1977, Белград, Съюзна награда АВНОЮ за принос в македонската кинематография